# Дом Трезини
Дом Трезини — историческое здание в Санкт-Петербурге по адресу Университетская набережная, д. 21. Дом был построен в первой половине XVIII века для архитектора Доменико Трезини по указу императора Петра I.
В 2010-х здание было выкуплено компанией «ООО Отель» бизнесмена Евгения Пригожина и отреставрировано с изменением исторического облика. После перестройки в доме открылся пятизвёздочный отель.

## История
Современный ансамбль дома Трезини включает три здания и расположен на участке между Академическим переулком, 5-й линией В. О., площадью Трезини и 6-й линией В. О. Первое упоминание об участке датируется 19 сентября 1721 года: эта дата стоит на указе за подписью императора Петра I, по которому землю передали архитектору Доменико Трезини под строительство собственного дома. Указ устанавливал размеры будущего здания: «в полтора кирпича на десяти саженях». Фундамент заложили в 1723, однако даже в 1726 не была готова кровля.

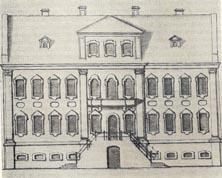
Проект дома в 1720-х

Предположительно, проект здания выполнен самим Трезини, однако непосредственно постройкой занимались Стефен ван Звитен и Михаил Земцов. Дом представлял собой образец петровского барокко. Высотой в два этажа с высоким крыльцом, он был покрыт шатровой крышей, на уровне второго этажа располагался балкон, также был устроен мезонин в три окна.
Одни источники утверждают, что в этом доме на склоне лет жил Трезини с семьёй. Однако, согласно другим исследователям, к моменту смерти Трезини в 1734 году строительные работы ещё не были полностью завершены, поэтому здание сразу перешло к его вдове, третьей жене архитектора Марии Карлотте и их четырём детям.
Долгое время дом сохранялся в неизменном виде, во второй половине XVIII — первой трети XIX веков во дворе были построены флигели жилого и хозяйственного назначения. В 1831 году имение принадлежало купцу Леонтьеву, на плане участка того времени отмечены два примыкающих к главному дому флигеля и отдельный служебный корпус. Тогда главное здание было перестроено по проекту И. К. Лаутера, который изменил фасад и добавил один этаж. В 1843 владение приобрела купчиха М. А. Терешина, а в 1870-х — надворный советник Е. И. Клочков. Для него перестройку выполнил архитектор Х. И. Грейфан, облик дома был решён в виде эклектики. Фасад оформили рустом, сделали прямоугольными окна второго этажа, интерьеры декорировали лепниной, установили камины. Тогда же был построен флигель дома, выходящий на Академический переулок. В 1874 имение купил отставной гвардии поручик А. И. Чернов. Для нового владельца на участке построили конюшни и каретник.

### XX век
В 1917 году дом национализировали, пять лет спустя помещения в нём получили несколько государственных организаций: Центральное гидрометеорологическое бюро управления водного транспорта, Проектно-изыскательное управление северных и западных портов, Центральное управление советского торгового флота.
Значительно перестроили здание в 1949 году, тогда фасады переоформили в классическом стиле, провели капитальный ремонт для размещения коммунальных квартир и реконструировали инженерные сети.
В 1995 году здание было внесено в реестр федеральных памятников архитектуры, однако в конце 1990-х исключено из него. В 2001 году дом вернули в список, однако уже в статусе регионального, а не федерального объекта.

## Современность
К началу 1990-х дом расселили. Власти Швейцарии обратились к администрации Петербурга с предложением за свой счёт провести реставрацию и открыть в здании генеральное консульство и культурный центр. В 1999 была достигнута принципиальная договорённость, губернатор города Владимир Яковлев и швейцарский посол Йоган Бухер установили сроком завершения работ 2001 год. Однако проект реализован не был. В 2002 году главный дом имения Трезини по адресу Университетская набережная, 21, литера В, передали в аренду на 49 лет компании «ООО Отель», которая входит в холдинг «Конкорд Менеджмент и Консалтинг» Евгения Пригожина, на условиях в срок до 26 месяцев провести реконструкцию без изменения предмета охраны. В течение десяти лет новый владелец не исполнял обязательств по восстановлению объекта, но администрация Петербурга переносила сроки выполнения договора. Проект реставрации здания подготовила компания Рафаэля Даянова, работы были закончены в 2013 году. Градозащитники и жители города отметили, что после «восстановления» особняк утратил исторический облик. В беседе с «Новой газетой» Даянов рассказал, что заказчик внёс в проект корректировки, которые огорчили архитектора, но спорить он не решился, объяснив свою позицию журналистам фразой «Я ещё жить хочу». Так, у дома была надстроена мансарда, хотя Даянов ранее заявлял СМИ, что её не будет. После реставрации в доме был открыт бутик-отель «Дворец Трезини» на 21 номер.
Единый ансамбль с главным зданием, отремонтированным под отель, составляют также дворовый флигель и трёхэтажный служебный корпус, примыкающие к основному. Недвижимость оставалась в собственности у владельцев расположенных в них 26 квартир. В 2011—2012 годах пять из них выкупила компания «Кредо», аффилированная с «ООО Отель» Пригожина. С 2016 всем жильцам стали поступать предложения продать их квартиры, поскольку владелец «Дома Трезини» планировал расширить гостиницу. С того же момента жильцы, которые не захотели заключать сделки, стали получать поддельные «уведомления от управляющей компании» и коллекторского агентства «Спрут» с требованиями погасить задолженности, которых по официальным документам не существовали. В дальнейшем владельцы квартир стали получать смс, телефонные звонки и листовки с угрозами «проснуться на пепелище». В декабре 2016 неизвестные выбили заглушку в стояке горячей воды на чердаке дома. Жильцы писали участковому жалобы на угрозы, полученные от «ООО Отель» и «Спрута», однако им отказали в возбуждении уголовного дела.
В январе 2019 года компания «Кредо» получила в собственность все квартиры во флигелях дома Трезини, проект по приспособлению корпусов к современному использованию получило бюро «Студия 44» Никиты Явейна. К июню 2021 года КГИОП согласовал проект реконструкции флигелей, а власти города утвердили проект планировки и межевания участка.
В 2013 году перед домом был установлен памятник Доменико Трезини.